# Mien Marchant
Cornelia Wilhelmina „Mien“ Marchant (* 6. Juni 1866 in Gorinchem; † 24. Februar 1952 in Laren) war eine niederländische Malerin.

## Leben
Mien Marchant war die Tochter der Malerin Apollonia van der Horst (1839–1909) und von Anthony Marchant Jr. (1835–1909), der ebenfalls gut zeichnete. Sie wuchs mit ihrer zwei Jahre älteren Schwester Jacoba und ihrem älteren Bruder Hendrik Pieter „Henri“ Marchant (1869–1956) auf. Die Familie lebte in Leiden und ab September 1893 in Velp. Sie besuchte die Hogereburgerschool und die Zeichenschule in Deventer. Mien Marchant war eine Schülerin von Sieger Baukema, Martinus Wilhelmus Liernur und Tony Offermans. Nach dem Tod der Eltern ließ sie sich 1909 im Künstlerdorf Laren nieder. Sie wohnte erst in der Pension „Gods Zorg“, danach ab 1910 im Molenweg und bezog im September 1911 die Villa „De Hazelaar“ mit Atelier, die sie sich in der heutigen Mauvezand 17 hatte erbauen lassen. Einige Jahre später beauftragte Mien Marchant im März 1923 den Architekten H.F. Smit mit dem Entwurf eines Landhauses mit Atelier in der Velthuysenlaan 1, die heutige Velthuysenlaan 9. Dort wohnte und arbeitete sie ihr ganzes Leben.  Sie war in Laren eng befreundet mit Helene Wolff und der Malerin Chrisje van der Willigen. Mien Marchant starb 1952 in Laren und wurde auf dem dortigen Friedhof beigesetzt.

## Künstlerisches Schaffen
Marchant malte mit Farbe und vor allem Pastellkreiden. Zu ihren Motiven gehörten Porträts, Blumen, Stillleben und Tierdarstellungen. Ihre Porträts zeichnen sich durch große Klarheit und Konzentration auf die dargestellte Person aus, meist unter Verzicht auf schmückendes Beiwerk.
In Laren beteiligte sie sich ab 1913 an den Ausstellungen im Kunstzaal Hotel Hamdorff und engagierte sich bei der Gründung der Vereeniging van Beeldende Kunstenaars Laren-Blaricum. Obwohl sie bei der Gründungsveranstaltung anwesend war, wurde sie erst 1925 Mitglied. An den Ausstellungen der Vereinigung nahm sie bereits ab 1924 bis 1948 regelmäßig teil. Sie war ebenfalls Mitglied der Kunstenaarsvereniging Sint Lucas in Amsterdam, an deren Vereinsausstellungen sie von 1913 im Amsterdamer Stedelijk Museum teilnahm. Sie stellte außerdem mit den Künstlervereinigungen Pictura Veluvensis und De Onafhankelijken in den Jahren 1919 und 1920 aus. Darüber hinaus nahm sie an der Ausstellung Onze Kunst van Heden im Rijksmuseum Amsterdam 1939 teil.

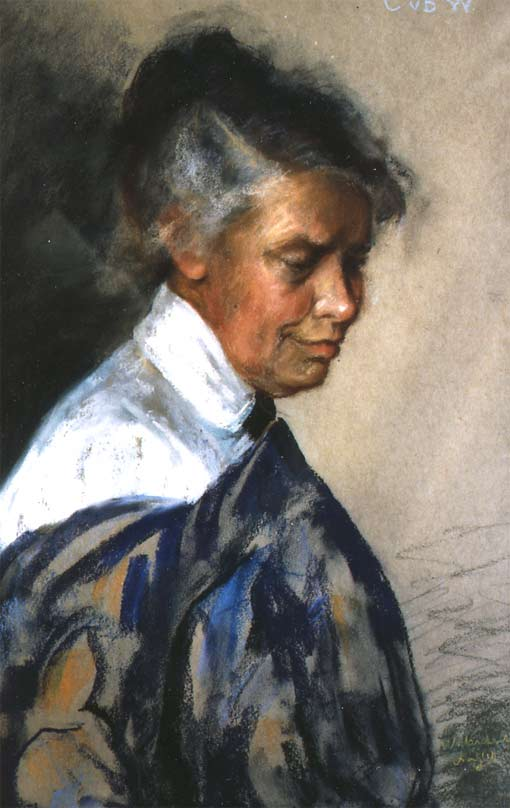
Chrisje van der Willigen
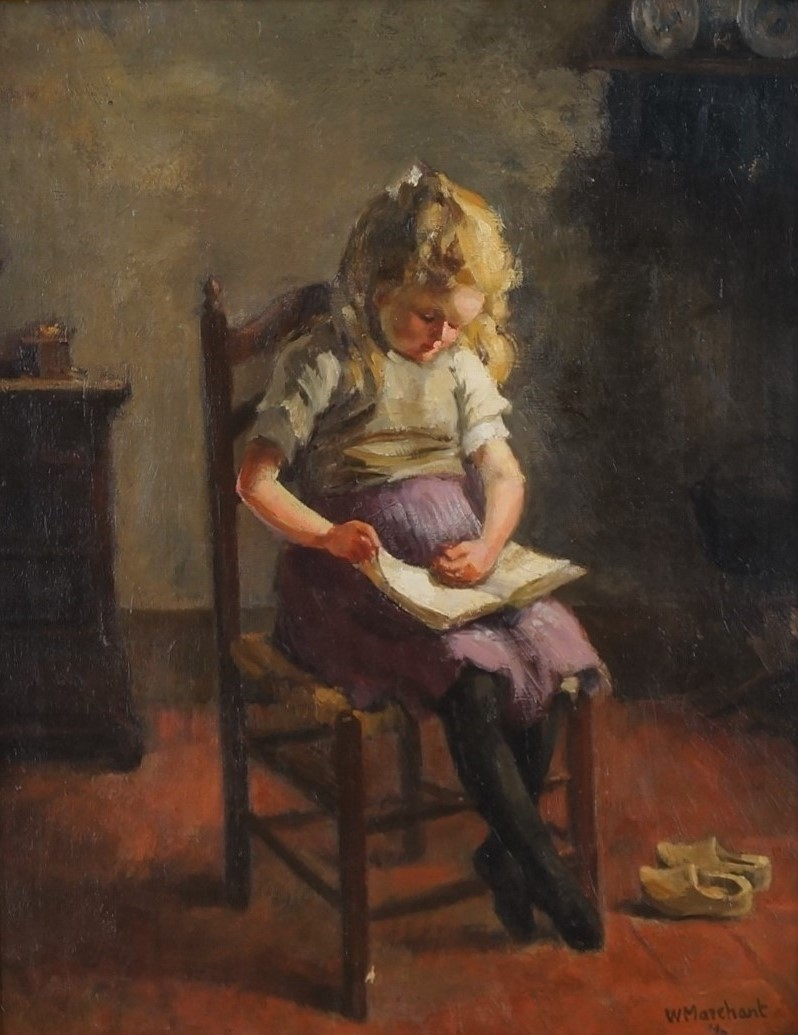
Lezend meisje, 1942
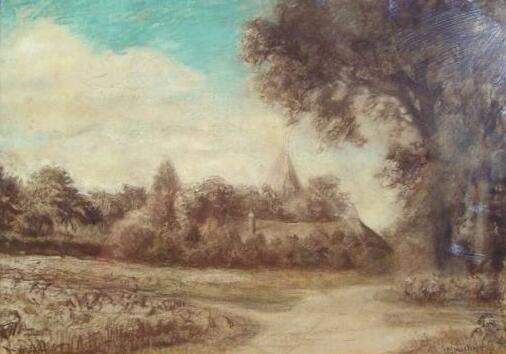
Gezicht op kerkdorp, 1929
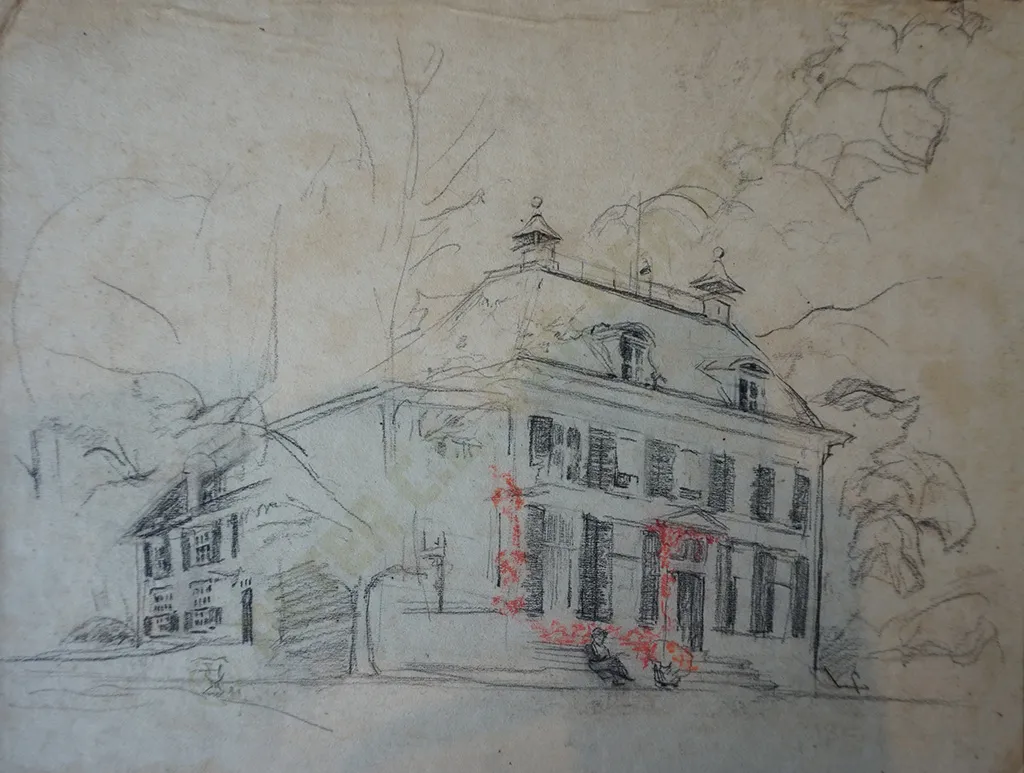
Groot Noordijk Twello
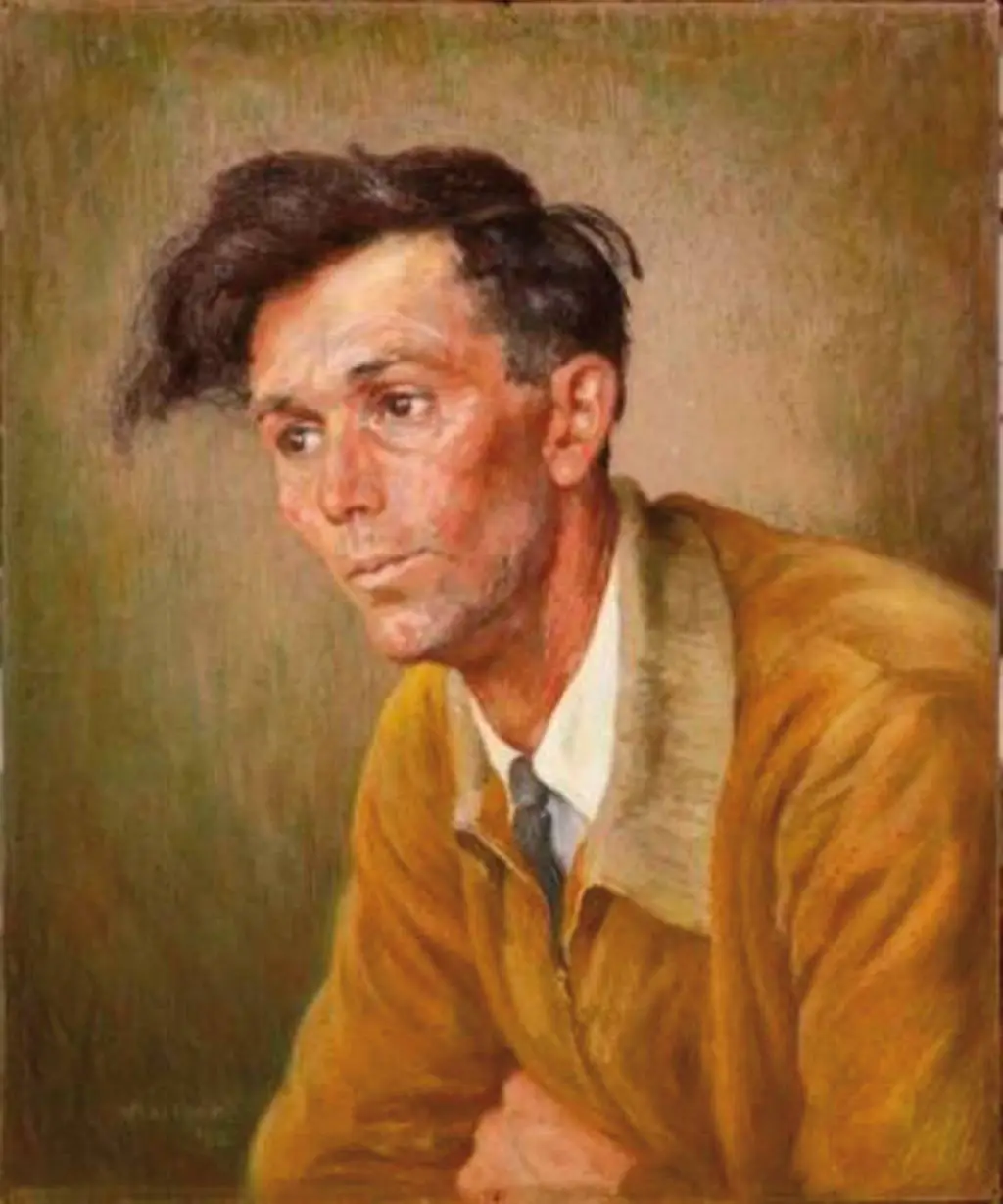
Jo de Gooijer, 1932/1933
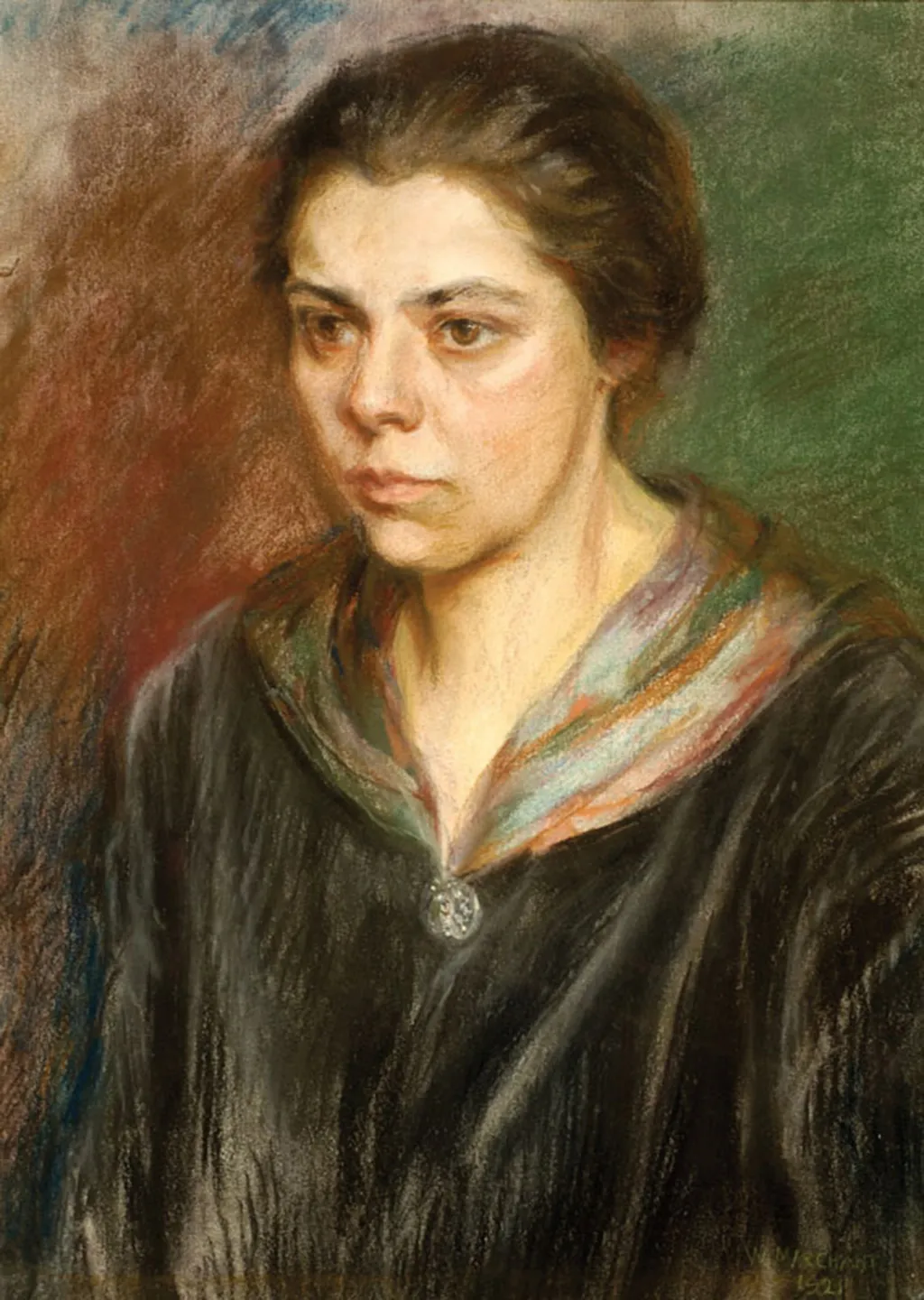
Lou Loeber, 1921
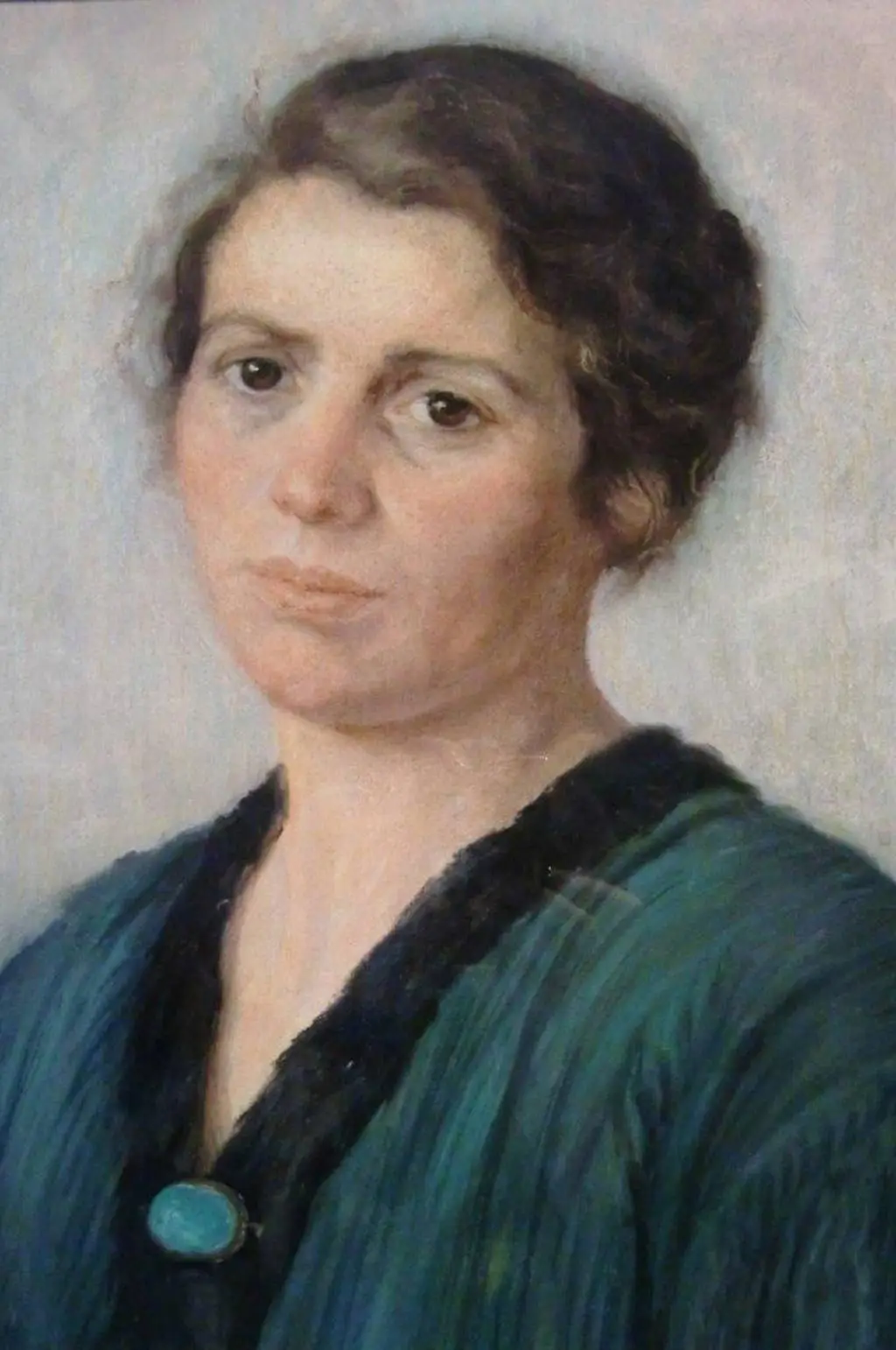
Onbekende vrouw